# Mišo Brečko
Mišo Brečko, född 1 maj 1984 i Trbovlje, Jugoslavien (nuvarande Slovenien), är en slovensk före detta fotbollsspelare. Han spelade under sin karriär för bland annat tyska klubben FC Nürnberg och Sloveniens fotbollslandslag.